# Václav Treitz

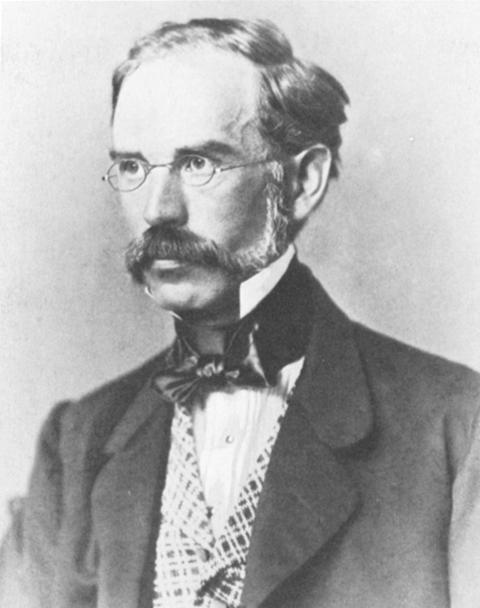
Václav Treitz

Václav Treitz, ook: Wenzel Treitz (Hostomice, 1819 – Praag, 27 augustus 1872) was een Oostenrijks patholoog, afkomstig uit Bohemen.  Hij studeerde geneeskunde in Praag en Wenen en is naamgever van het ligament van Treitz. Wanneer men spreekt van een sonde 'voorbij Treitz', bedoelt men een sonde ingebracht via de slokdarm en gelegen achter dit ligament.
Treitz was ook een gekend figuur van het Tsjechische nationalisme.  Hij pleegde zelfmoord door kaliumcyanide in te nemen